# Physula sabbasalis
Physula sabbasalis là một loài bướm đêm trong họ Noctuidae.